# 菅野継門
菅野 継門（すがの の つぐかど）は、平安時代初期の貴族。氏姓は中科宿禰のち菅野朝臣。官位は従五位下・備前介。

## 経歴
従七位下・左少史の官位にあった承和元年（834年）兄弟と思しき諸陵少允・中科直門らと共に中科宿禰から菅野朝臣に改姓する。承和2年（835年）少外記、承和8年（841年）大外記と仁明朝前半は外記を務める。
承和9年（842年）外従五位下・和泉守に叙任されると、嘉祥2年（849年）三河守と仁明朝後半は地方官を歴任し、和泉守在任中の承和10年（843年）には同国の校田使次官を務めている。
文徳朝の仁寿4年（854年）内位の従五位下に叙せられると共に大外記に再任されるが、『外記補任』において当時六位の大外記であった賀茂岑雄に「六位局務事」と記されており、継門は大夫外記でありながら局務の任を務めていなかった可能性が指摘されている。文徳朝末の天安2年（858年）備前権介次いで備前介に任ぜられて地方官に転じた。

## 官歴
『六国史』による。
- 時期不詳：従七位下。左少史
- 承和元年（834年） 12月19日：中科宿禰から菅野朝臣に改姓
- 承和2年（835年） 8月14日：少外記[2]
- 承和8年（841年） 8月14日：大外記[2]
- 時期不詳：正六位上
- 承和9年（842年） 正月7日：外従五位下。正月13日：和泉守[2]
- 承和10年（843年） 11月16日：和泉校田使次官
- 嘉祥2年（849年） 正月13日：三河守
- 仁寿4年（854年） 正月7日：従五位下（内位）。3月14日：大外記
- 天安2年（858年） 正月16日：備前権介。正月23日：備前介